# Mayo, Florida
Mayo är administrativ huvudort i Lafayette County i den amerikanska delstaten Florida. Orten har fått sitt namn efter militären James Micajah Mayo. I närheten av Mayo finns Peacock Springs State Park med ett av USA:s längsta system av undervattensgrottor.

## Kända personer från Mayo
- Reggie McGrew, utövare av amerikansk fotboll